# Пиринејски куп у рагбију
Пиринејски куп у рагбију (шп. Copa Ibérica de rugby) је клупско рагби 15 такмичење, у коме се за титулу шампиона Пиринејског полуострва боре шампион Шпаније у рагбију и шампион Португалије у рагбију.

## Листа шампиона
- 1965. Кано
- 1966. Барселона
- 1967. Кано
- 1968. Сиснерос
- 1969. Атлетико Сан Себастијан
- 1970. Барселона
- 1971. Бенфика
- 1972-1983 Није се играло
- 1984. ЦДУЛ
- 1985. ЦДУЛ
- 1986. Сиснерос
- 1987. Бенфика
- 1988. Сантбојана
- 1989. Бенфика
- 1990. Сантбојана
- 1991. Архитектура
- 1992. Ел Салвадор
- 1993. Саскајис
- 1994. Саскајис
- 1995. Севиља
- 1996. Архитектура
- 1997. Саскајис
- 1998. Академика
- 1999. Ел Салвадор
- 2000. Диреито
- 2001. Кано
- 2002. Бенфика
- 2003. Диреито
- 2004. Ел Салвадор
- 2005. Ел Салвадор
- 2006. Сантбојана
- 2007. Сантбојана
- 2008. Агрономија
- 2009-2011 Није се играло
- 2012. ЦДУЛ
- 2013. Диреито
- 2014. Квесос
- 2015. Диреито
- 2016. Ел Салвадор

| Рагби клуб     | Број титула |
| -------------- | ----------- |
| Ел Салвадор    | 5           |
| Бенфика        | 4           |
| Сантбојана     | 4           |
| Диреито        | 4           |
| Саскајис       | 3           |
| Кано           | 3           |
| ЦДУЛ           | 3           |
| Сиснерос       | 2           |
| Архитектура    | 2           |
| Барселона      | 1           |
| Сан Себастијан | 1           |
| ФК Барселона   | 1           |
| Сиенсијас      | 1           |
| Академика      | 1           |
| Агрономија     | 1           |
| Квесос         | 1           |